# Kopfschuppen

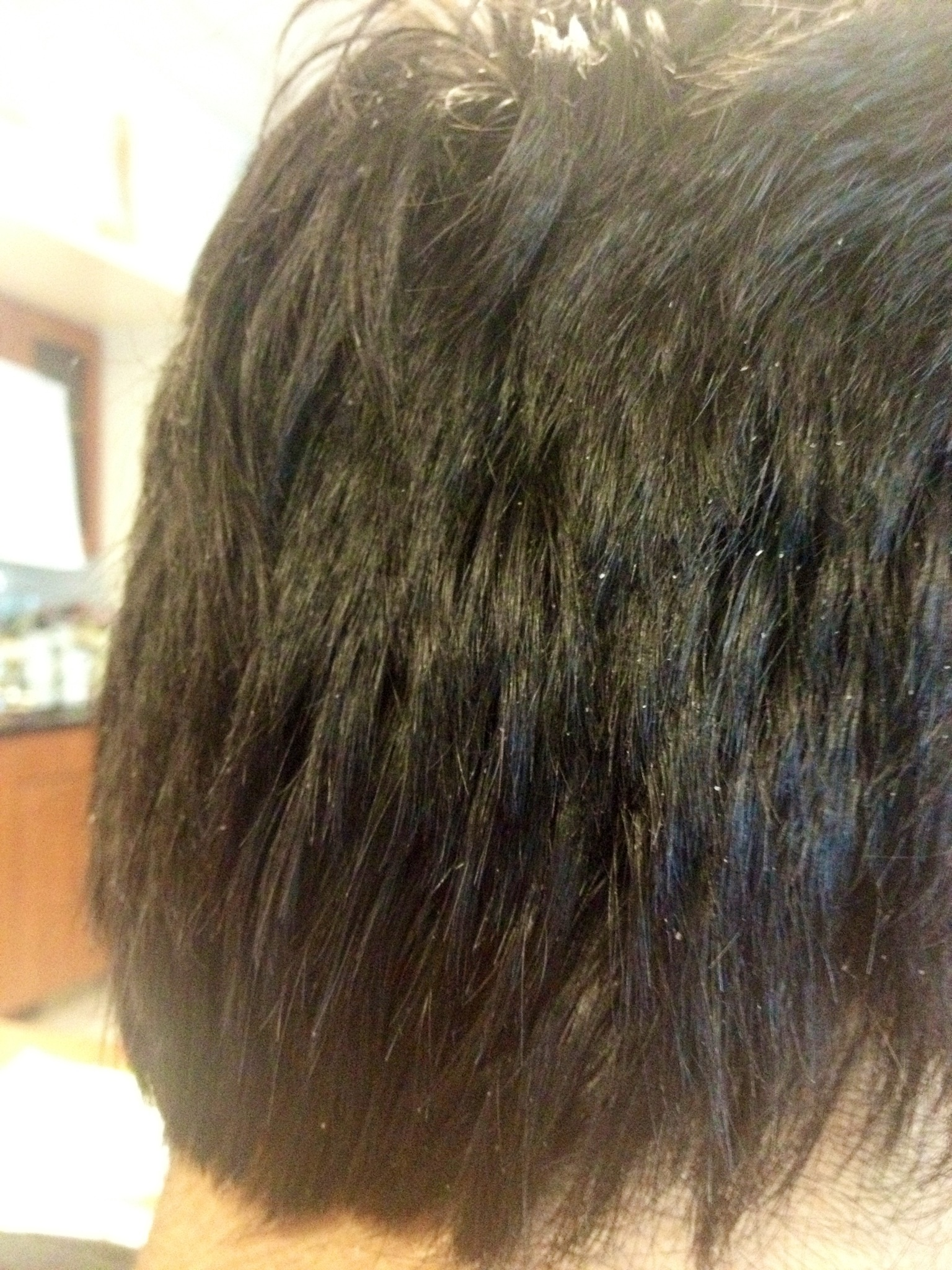
Kopfschuppen

Kopfschuppen oder Kopfschuppung (kurz nur Schuppen, fachsprachlich Pityriasis capitis oder Pityriasis simplex capillitii) ist ein Sammelbegriff für alle Formen des vermehrten Auftretens von Hautschuppen im Bereich der Kopfhaut.

## Allgemeine Symptome
Wenn die Abschuppung mit einer im Vergleich zur Norm stärkeren Intensität geschieht, sodass die Schuppen gut sichtbar sind und einen Großteil der Kopfhaut bedecken, spricht man von Kopfschuppen. Dies äußert sich auch darin, dass bei Berührung und Bewegung der Haare eine Vielzahl von Hautschuppen herunterrieselt, was von den Betroffenen zumeist als störend und unangenehm empfunden wird.
Mit Kopfschuppen ist meistens ein Juckreiz verbunden; das daraus resultierende Kratzen durch den Betroffenen führt oft zu Wundenbildung. So wird eine Angriffsfläche für Krankheitserreger geboten.

## Formen
Das gehäufte Entstehen von Kopfschuppen kann verschiedene Gründe haben. Allgemein unterschieden werden trockene und fettige Schuppen.

### Trockene Schuppen
Trockene Schuppen treten neben der natürlichen Veranlagung zu trockener Kopfhaut als Folge von Fettentzug auf. Charakteristisch für diese Form der Kopfschuppen ist die insgesamt trockene, fettarme Kopfhaut. Außerdem können trockene Schuppen als Symptom von Krankheiten wie der Psoriasis (Schuppenflechte) auftreten. Weitere Krankheiten, die als Begleiterscheinung Kopfschuppen hervorrufen, sind das atopische Ekzem und das seborrhoische Ekzem, zudem kann eine Kontaktallergie Grund für Schuppen sein.

### Fettige Schuppen
Daneben tritt eine weitere Form der Schuppen auf, die durch ihr gelbliches, öliges Erscheinungsbild charakterisiert wird. Menschen, die zu fettiger Kopfhaut neigen, sind betroffen, oftmals ist ein Hefepilz Auslöser. Bei Patienten mit den Symptomen fettiger Schuppen wird ein vermehrtes Vorkommen von Kulturen der Art Malassezia furfur beobachtet, welche in einem geringeren Ausmaß Teil der natürlichen Hautflora sind; ein Zusammenhang zwischen den Pilzen und fettigen Schuppen ist nicht von der Hand zu weisen. Fettige Schuppen sind meist größer als trockene und durch ihre Haftfähigkeit und klebrige Beschaffenheit oftmals stärker im Haar verklebt.

## Verbreitung
Kopfschuppen sind weit verbreitet, 30 % der Frauen und 20 % der Männer leiden zumindest zeitweise an einer starken Kopfschuppung. Die unterschiedlichen Formen weisen unter bestimmten Personengruppen ein gehäuftes Vorkommen auf. So sind von trockenen Schuppen zu einem größeren Anteil Frauen betroffen, da diese allgemein zu einer verminderten Fettproduktion neigen. Bei Männern hingegen sind die fettigen Schuppen stärker verbreitet, da Männer eine höhere Talgproduktion aufweisen. Auch Personen eines bestimmten Alters bzw. einer bestimmten Lebensphase sind stärker für Kopfschuppen anfällig. Schuppen gehen oft mit Hormonschwankungen einher; während der Pubertät verstärkt sich bei Männern die im Gegensatz zu Frauen ohnehin höhere Talgproduktion, ebenso ist bei Frauen in den Wechseljahren ein Anstieg der Anfälligkeit für Schuppen trockener Ausprägung zu beobachten.
Trockene Schuppen treten vor allem im Winter und Herbst auf, da die Luft zu dieser Jahreszeit aufgrund der niedrigen Temperaturen allgemein trockener ist, was eine austrocknende Wirkung auf die Kopfhaut hat. Im Gegensatz dazu sind fettige Schuppen weiter verbreitet, wenn eine hohe Luftfeuchtigkeit das Wachstum von Pilzen anregt.

## Behandlung
Bei der Behandlung wird bei den zugrundeliegenden Leiden angesetzt. Verbreitet sind zudem Anti-Schuppen-Shampoos, die oftmals auch pilzabtötende Stoffe enthalten. Diese zeigen jedoch nur bei der Bekämpfung von fettigen Schuppen größere Wirkung, bei trockenen Schuppen kann die Behandlung mit derartigen Shampoos einen gegenteiligen, austrocknenden Effekt haben. Um eine Austrocknung der Haut einzudämmen, können milde Shampoos mit rückfettender Wirkung in einem hautverträglichen Maße gebraucht werden, auch ein Einreiben mit Öl kann Wirkung zeigen.